# Trans World Airlines
Trans World Airlines, ofwel TWA, was een Amerikaanse luchtvaartmaatschappij die in 1930 werd opgericht. In 2001 ging het bedrijf failliet en American Airlines nam de belangrijkste bezittingen en activiteiten over.

## Geschiedenis
Het bedrijf was in 1930 het resultaat van een fusie van Transcontinental Air Transport en Western Air Express en begon als Transcontinental & Western Air (TWA). Howard Hughes kocht aandelen in de maatschappij en had in 1941 een meerderheidsbelang. Tijdens de Tweede Wereldoorlog was TWA betrokken bij het luchttransport van Amerikaanse militairen naar de diverse oorlogsgebieden. Na de oorlog kreeg TWA ook het recht om trans-Atlantische vluchten uit te voeren naar Europese bestemmingen. In 1946 werd de naam gewijzigd in Trans World Airlines.
Medio jaren vijftig kwam TWA in financiële problemen. Het bedrijf had te lang vastgehouden aan propellervliegtuigen en Hughes besloot de achterstand met een grote order weg te werken. Hij bestelde 130 Boeing 707-straalverkeersvliegtuigen voor 300 miljoen dollar, maar TWA had hier geen geld voor. De andere aandeelhouders kwamen in opstand en klaagden Hughes aan bij de rechter voor slecht bestuur. In 1961 kregen ze gelijk en Hughes werd verplicht de anderen schadeloos te stellen. De problemen waren hiermee niet voorbij en in 1965 stonden de twee partijen weer voor de rechter. Deze keer veroordeelde de rechter Hughes tot de verkoop van zijn aandelen TWA.
TWA was in 1967 een van de eerste maatschappijen die uitsluitend met straalvliegtuigen de diensten uitvoerde. Er werden nog gesprekken gevoerd om samen te gaan met Pan American World Airways, maar deze leidden niet tot een overeenstemming. De jaren zeventig waren moeizaam voor de maatschappij. Op de internationale diensten werd nog winst behaald, maar het binnenlandse netwerk was verlieslatend. Om de verliezen te beperken werden binnenlandse diensten geschrapt. Het moederbedrijf van TWA, het conglomeraat Trans World Corporation, begon onderdelen te verkopen zoals Hilton International Hotels, waarin de niet-Amerikaanse belangen van Hilton Hotels waren ondergebracht, en Trans World Airlines.
In 1985 kwam de luchtvaartmaatschappij in handen van de belegger Carl Icahn. Hij initieerde de overname van Ozark Air Lines die de luchthaven Lambert–St. Louis International Airport als hub gebruikte. In september 1986 was de overname een feit en TWA kreeg een bijzonder sterke positie op deze luchthaven in Saint Louis (Missouri), in het hart van de Verenigde Staten. Hiermee waren de financiële problemen niet opgelost. In december 1990 verkocht TWA zes routes naar Europa voor 445 miljoen dollar aan American Airlines. TWA kon met het geld een deel van de schulden aflossen, maar had wel de meest winstgevende diensten afgestaan. TWA stond toen bekend als de zwakste van alle grote Amerikaanse luchtvaartmaatschappijen met een oude vloot en meer dan 2 miljard dollar aan schulden. In de eerste drie kwartalen van 1990 leed TWA een verlies van 54 miljoen op een omzet van 3,6 miljard dollar. In 1993 trok Icahn zijn handen af van de luchtvaartmaatschappij.
In april 2001 werd de rest van TWA overgenomen door American Airlines (AA). In een complexe transactie betaalde AA ongeveer 500 miljoen dollar voor de bezittingen van TWA. TWA had kantoren op verschillende locaties, waaronder hoofdkantoren in Kansas City en Manhattan (New York). Op het moment van de overname was het hoofdkantoor in St. Louis, Missouri met als thuishaven de luchthaven Lambert-St. Louis International Airport.

## Ongevallen en incidenten
30 juni 1956Vlucht TWA002 van Los Angeles naar Kansas City stort neer boven de Grand Canyon in Arizona, als gevolg van een botsing in de lucht met United Airlines-vlucht 718. Alle inzittenden van beide vliegtuigen, in totaal 128 personen, komen om.
14 juni 1985Vlucht TWA847 wordt gekaapt door Hezbollah.
17 juli 1996Vlucht TWA800 van New York naar Parijs stort als gevolg van een ontploffing in zee ter hoogte van Long Island, 32 kilometer na het opstijgen. Alle inzittenden komen om.